# Les Forges (Vosges)
Les Forges je francouzská obec v departementu Vosges, v regionu Grand Est. Leží 5 kilometrů od Épinalu.

## Geografie
Územím obce protéká kanál Est.

## Vývoj počtu obyvatel
Počet obyvatel